# Амаликово
Амали́ково (рос. Амалыково, чув. Амалăх) — присілок у складі Янтіковського району Чувашії, Росія. Входить до складу Тюмеревського сільського поселення.
Населення — 339 осіб (2010; 405 у 2002).
Національний склад:
- чуваші — 99 %